# Roland Auzet
 (mars 2021).
Si vous disposez d'ouvrages ou d'articles de référence ou si vous connaissez des sites web de qualité traitant du thème abordé ici, merci de compléter l'article en donnant les références utiles à sa vérifiabilité et en les liant à la section « Notes et références ».
 (avril 2024).
Il peut être nécessaire de l'améliorer pour respecter le principe de neutralité de point de vue. 

Roland Auzet est metteur en scène, musicien et compositeur français. Il se définit comme un « écrivain de plateau ». 

## Biographie
(avril 2024).
Si vous êtes l’auteur de ce texte, vous êtes invité à donner votre avis ici. À moins qu’il soit démontré que l’auteur de la page autorise la reproduction et que ce contenu soit compatible avec les principes fondateurs de Wikipédia, cette page sera supprimée ou purgée au bout d’une semaine maximum. En attendant le retrait de cet avertissement, veuillez ne pas réutiliser ce texte.
De formation supérieure, compositeur (Cursus IRCAM), musicien lauréat de plusieurs conservatoires nationaux et prix internationaux, Roland Auzet développe depuis de nombreuses années un parcours professionnel autour de la création (metteur en scène) et de la direction de projets artistiques. 
Il a été directeur général et artistique du Théâtre de la Renaissance à Lyon (Oullins) jusqu’à juin 2014. Il a été fondateur (avec Catherine Dan) et directeur de TOTEM(s) - Académie « jeunes artistes » de la chartreuse de Villeneuve-lès-Avignon (Rencontres d’été - Festival d’Avignon) et intervenant à l’université de NYU de New York à Abu-Dhabi, à UCSD Université de San Diego (Californie), à Université McGill de Montréal et à l’université de Banff (Canada).
Musicien soliste diplômé de plusieurs conservatoires nationaux et internationaux, artiste en résidence dans plusieurs théâtres et titulaire du diplôme d’Etat de professeur et du certificat d’aptitude à l’enseignement musical supérieur, ses activités s’articulent aujourd’hui autour de l'écriture, la production et la création de projets artistiques pluridisciplinaires (une quanrantaine d’ouvrages de théâtre musical et d’opéras)  développés en partenariat avec différents théâtres et festivals en France et à l’étranger (Amérique du Nord, Asie…) : réseau des scènes nationales, des centres dramatiques ; théâtres à Hambourg, Berlin, Théâtre Vidy-Lausanne, Théâtre de Neuchâtel, Théâtre de Singel-Anvers, Théâtre Nanterre-Amandiers, Théâtre national de Taipei, Théâtre Prospero Montréal, Juilliard School New York, Théâtre des Bouffes-du-Nord, Opéra national de Lyon, Théâtre national de l'Opéra-Comique, Maison de la danse à Lyon, Théâtre du Châtelet, festivals d’Avignon, de Montpellier, Nuits de Fourvière…
En parallèle à l’ensemble de ses activités, il construit et partage une réflexion sur le plan institutionnel (ex : Cycle des hautes études du Ministère de la culture) et plusieurs collectivités territoriales, afin d’apporter un regard actuel sur l’évolution des métiers artistiques au sein des réseaux culturels pluridisciplinaires en France et à l’international.

## Prix et récompenses
- THÉÂTRE

2017 : Grand Prix Pulima / Theater and Performing Art (Théâtre national de Taipei - Taïwan)
2019 : Pour le spectacle théâtral NOUS L’EUROPE - Banquet des peuples de Laurent Gaudé, Grand Prix du Livre européen 
avec la création au festival d’Avignon (in).
- MUSIQUE

2019 : Prix de la Musique - SACD 
2010 : Coup de cœur de l’Académie Charles-Cros
2008 : Premier prix et prix du public - concours de composition (France)
1998 : Prix du Conseil international de la musique (UNESCO)
1991 : Premier prix - Kranichsteiner Price - Concours international de musique Darmstadt (Allemagne)
- AUTRES

2016 : Officier de l’ordre des Arts et des Lettres (ministère de la Culture)
2007 : Chevalier de l’Ordre des Arts et Lettres - Ministère de la Culture - 
1992 : Lauréat de la Fondation Marcel-Bleustein-Blanchet pour la vocation
1991 : Titulaire du diplôme d’état et du certificat d’aptitude au fonction de professeur de musique.

## Créations
- 2024 Le Mage du Kremlin – Giuliano Da Empoli – France et international
- 2024 : Nous l’Europe - Théâtre et musique - Laurent Gaudé – Kyïv (Ukraine)
- 2024  : Nous sommes (de) la Terre – avec Olivier de Sagazan - D’après Grande messe en UT mineur de Wolgang Amadeus Mozart – France
- 2023 : Mysteries of Clock - Théâtre et musique - Aiyun Huang / Mark Fever - Toronto - Kingston (Canada)
- 2023 : Dans la solitude des champs de coton - BM Koltès (version application THIS - Théâtre In Situ)
- 2022 : Adieu la mélancolie[3] - Théâtre - Luo Ying - Pascale Ferran - ACTOpus, Tournée nationale
- 2020-2021 : The One Dollar Story - Théâtre et musique - Fabrice Melquiot - Théâtre Prospero Montréal (Quebec) - Tournée internationale
- 2019 : The Brand new ancients - Kae Tempest - NYU Shanghai (Chine)
- 2019 : Nous l’Europe - Théâtre et musique - Laurent Gaudé - 73e festival d'Avignon - Tournée internationale
- 2019 : D’habitude on supporte l’inévitable - Hedda Gabler - Théâtre et musique - Henrik Ibsen / Falk Richter - Tournée nationale
- 2018 : VxH - La Voix humaine - Théâtre et musique - Jean Cocteau - Falk Richter - Tournée nationale
- 2018 : Ultime supplique - Flirt opéra - Oxmo Puccino - Opéra de Limoges
- 2017 : Terrace on the Hill - danse et musique - Watan Tusi - Théâtre national de Taipei  - Tournée internationale
- 2017 : Ecoutez nos défaites - Théâtre et musique - Laurent Gaudé - Théâtre Prospero Montréal - Tournée internationale
- 2017 : C(h)oeurs - Théâtre et musique - Marion Aubert - Clotilde Mollet - Opéra de Limoges
- 2017 : À mains nues - Performance pour un soliste et une voiture - UCSD San Diego - Californie - Tournée internationale
- 2016 : Je n'ai jamais écouté aucun son sans l’aimer… - performance pour percussion - Tournée internationale
- 2016 : HIP 127 La constellation des cigognes - jonglage et musique - Jérôme Thomas
- 2016 : Ulysse - Disappear Here - Théâtre et musique - Falk Richter
- 2015 : Ninet Inferno - Théâtre et musique - William Shakespeare - Grec Festival Barcelone - Tournée internationale
- 2015 : Dans la solitude des champs de coton - Théâtre et musique -  Bernard-Marie Koltès (USA - Asie - Canada) - Le film
- 2015 : À travers Max - Théâtre et musique
- 2014 : Steve V - Opéra - Fabrice Melquiot - Opéra national de Lyon
- 2014 : Sama - Danse et musique - Arushi Mudgal - Delhi - Inde - Biennale de la danse de Lyon - Tournée internationale
- 2013 : Tu tiens sur tous les fronts - Théâtre et musique - Christophe Tarkos - Théâtre Vidy-Lausanne - Tournée internationale
- 2013 : Aucun homme n’est une île - Théâtre et musique - Fabrice Melquiot - Tournée internationale
- 2012 : Histoire du soldat - Théâtre et musique - Charles Ferdinand Ramuz - Théâtre Vidy Lausanne
- 2011 : Mille Orphelins - Opéra - Laurent Gaudé - Théâtre des Amandiers de Nanterre
- 2010 : Panama Al Brown - Théâtre et musique - Eduardo Arroyo
- 2010 : La Nuit les Brutes - Théâtre et musique - Fabrice Melquiot
- 2010 : Cathédrale de misère - Théâtre et musique - Kurt Schwitters - San Francisco - Tournée internationale
- 2009 : Katarakt - Théâtre et musique - Rainald Goetz
- 2008 : Percussion Coffret - Trois CD, un DVD et un livre d’entretien
- 2008-2018 : Deux hommes jonglaient dans leur tête - cirque et musique ; tournée internationale 10 ans.
- 2007 : Théâtre des opérations - Théâtre et musique - Maurice G. Dantec
- 2007 : PAJ (Portal - Auzet - Jodlowski) - Trio jazz musique improvisée
- 2004-2005 : Oscar pièce de cirque - Cirque et musique
- 2003-2004 : Schlag - Cirque et musique - Festival AGORA IRCAM
- 2001 : Le Vif du sujet - pièce chorégraphique, avec François Raffinot - Festival d'Avignon
- 2000-2002 : Le Cirque du tambour - Cirque  et musique
- 1997 : Les chemises de nuit n’ont pas de poches - Théâtre musical - Radio France
- 1997 : OROC.PAT - Cursus IRCAM